# John Fritz
John Fritz, född 1822, död 1913, var en amerikansk ingenjör och uppfinnare. Han var den som uppfann triovalsverk.
John Fritz Medal är en utmärkelse som delas ut av American Association of Engineering Societies. Den är uppkallad efter John Fritz. Han fick det första priset.

## Priser och utmärkelser
- 1902 John Fritz Medal